# 纳尔达病毒纲
纳尔达病毒纲（学名：Naldaviricetes）为病毒的一个纲。

## 下级分类
本科包括以下属：
- 勒乏病毒目 Lefavirales

目的地位未定的科：
- 线头病毒科 Nimaviridae